# Tchintabaraden (Departement)
Tchintabaraden ist ein Departement in der Region Tahoua in Niger.

## Geographie

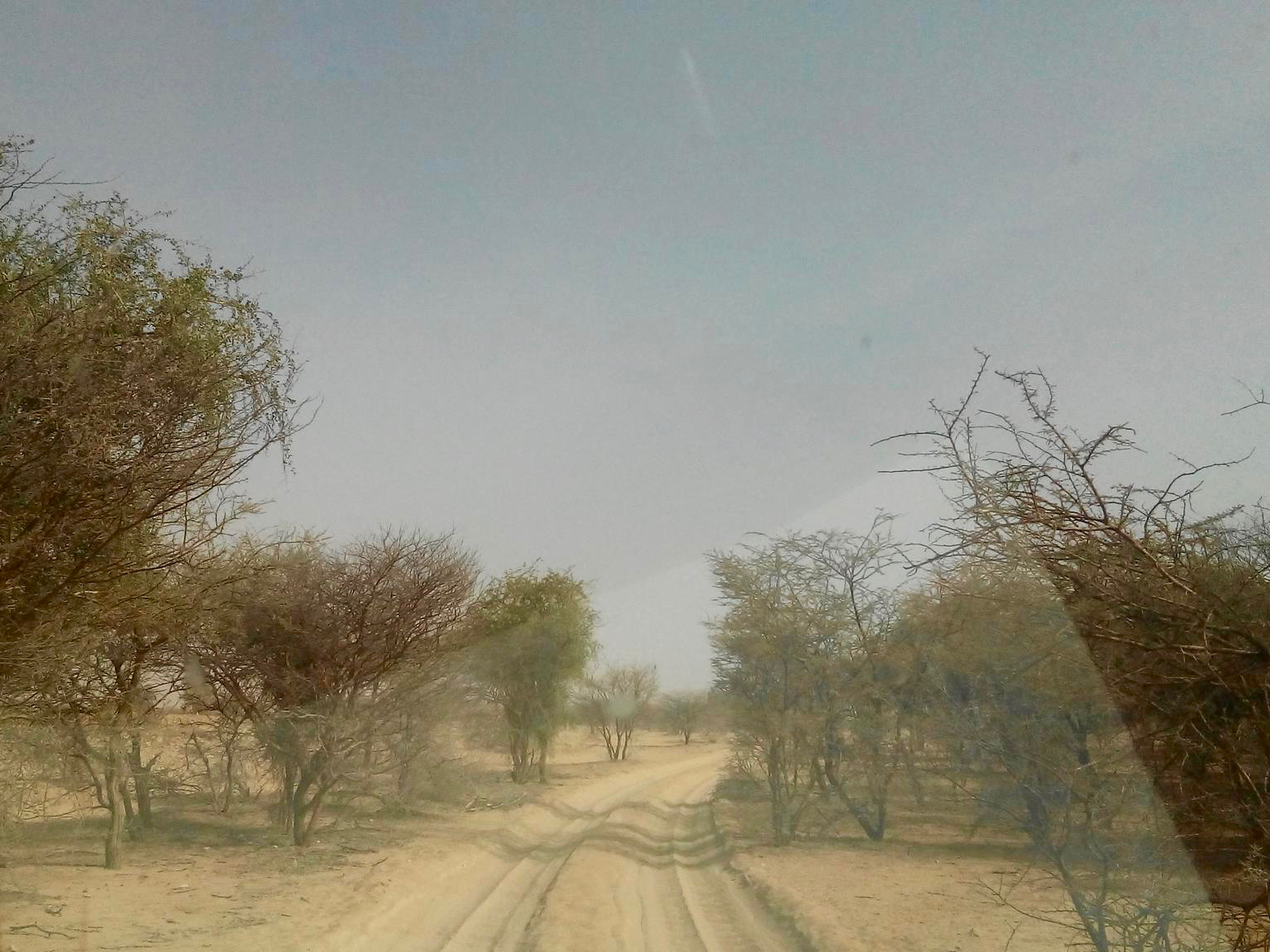
Feldweg im Norden des Gemeindegebiets von Tchintabaraden

Das Departement liegt im Westen des Landes. Es besteht aus der Stadtgemeinde Tchintabaraden und der Landgemeinde Kao. Der namensgebende Hauptort des Departements ist Tchintabaraden.
Die Jagdzone von Tchintabaraden ist eines der von der staatlichen Generaldirektion für Umwelt, Wasser und Forstwirtschaft festgelegten offiziellen Jagdreviere Nigers.

## Geschichte
Nach der Unabhängigkeit Nigers im Jahr 1960 wurde das Staatsgebiet in 32 Bezirke (circonscriptions) aufgeteilt. Einer davon war der Bezirk Nomade de Tahoua (auch Tahoua-Nomade) mit Tchintabaraden als Hauptort. 1964 gliederte eine Verwaltungsreform Niger in sieben Departements, die Vorgänger der späteren Regionen, und 32 Arrondissements, die Vorgänger der späteren Departements. Dabei wurde der Bezirk Nomade de Tahoua in das Arrondissement Tchintabaraden umgewandelt.
Im Jahr 1998 wurden die bisherigen Arrondissements Nigers zu Departements erhoben, an deren Spitze jeweils ein vom Ministerrat ernannter Präfekt steht. Im Zuge dessen wurde das Departement Abalak aus dem Departement Tchintabaraden herausgelöst. Die Gliederung des Departements in Gemeinden besteht seit dem Jahr 2002. Zuvor bestand es aus dem städtischen Zentrum Tchintabaraden und einer Restzone. 2011 wurden Tassara und Tillia als eigene Departements aus dem Departement Tchintabaraden herausgelöst.

## Bevölkerung
Das Departement Tchintabaraden hat gemäß der Volkszählung 2012 143.598 Einwohner. Bei der Volkszählung 2001, vor der Ausgliederung von Tassara und Tillia, waren es 89.457 Einwohner, bei der Volkszählung 1988 84.321 Einwohner und bei der Volkszählung 1977 103.169 Einwohner.

## Verwaltung
An der Spitze des Departements steht ein Präfekt (französisch: préfet), der vom Ministerrat auf Vorschlag des Innenministers ernannt wird.
| Amtszeit                      | Name                                                               |
| ----------------------------- | ------------------------------------------------------------------ |
| …                             |                                                                    |
| 15. Apr. 2010 – 3. Jun. 2011  | Ali Amadou                                                         |
| 3. Jun. 2011 – 4. Dez. 2013   | Djibo Hassane                                                      |
| 4. Dez. 2013 – 29. Jul. 2016  | Sani Nassarou (alias Sani Nassirou)                                |
| 29. Jul. 2016 – 26. Jun. 2020 | Ebankawel Altinine (alias Abankawel Alitinine, Abenkawal Altinine) |
| 26. Jun. 2020 – 4. Dez. 2020  | Sidi Mohamed Raliou                                                |
| 4. Dez. 2020 – 8. Nov. 2021   | Garba Oumarou                                                      |
| 8. Nov. 2021 – 24. Mär. 2022  | Boubacar Abdou                                                     |
| 24. Mär. 2022 – 24. Aug. 2023 | Houma Mohamed (genannt Atan)                                       |
| seit 24. Aug. 2023            | Idrissa Amadou                                                     |